# キュザック
キュザック（仏: Cuzac）は、フランス南西部のロット県に属するコミューン。

## 地理
県の東部、アヴェロン県との境の付近に位置し、県都のカオールから北東へ60km、小郡の中心地のフィジャックからは南東へ9kmのところにある。ロット川に面しており、茶色屋根の街の背後には森がある。ロット川に沿うようにして幹線道路のD840が通っている。

## 行政
- 市長：マリー＝クロード・ナジャック＝リーズ（Marie-Claude Najac-Lise、2008年3月から）
- 前市長：ジャン＝クロード・ショヴィアック（Jean-Claude Chauviac、2001年3月から2008年）

## 人口の推移
| 1962年 | 1968年 | 1975年 | 1982年 | 1990年 | 1999年 | 2006年 |
| ------ | ------ | ------ | ------ | ------ | ------ | ------ |
| 217    | 207    | 213    | 245    | 220    | 194    | 221    |

INSEEより。